# Baumgarten (Gemeinde Naarn)
Baumgarten ist eine Katastralgemeinde in der Marktgemeinde Naarn im Machlande im Bezirk Perg in Oberösterreich.
Baumgarten war von 1850 bis 1937 selbstständige Ortsgemeinde und ist die einzige Katastralgemeinde von Naarn, die nicht an die Donau grenzt.

## Geografie

### Ortschaften, Einwohner
Die im nordöstlich gelegenen Teil der Marktgemeinde Naarn im Machlande gelegene Katastralgemeinde hat 388 Einwohner (gemäß Volkszählung 2001), die sich auf die vier Ortschaften Baumgarten (112 Einwohner), Holzleiten (112 Einwohner), Neuhof (101 Einwohner) und Schönau (63 Einwohner) verteilen.
Für Holzleiten und Neuhof ist eine historische Entwicklung der Häuser und Einwohner verfügbar:
Holzleiten
In Holzleiten standen im Jahr 1335 13 Häuser, 1788 19 Häuser und 1791 20 Häuser. 1869 wohnten in 19 Häusern 122 Einwohner, 1951 in 21 Häusern 107 Einwohner, 1961 in 21 Häusern 118 Einwohner, 1971 in 21 Häusern 126 Einwohner, 1981 in 21 Häusern 111 Einwohner 1991 in 23 Häusern 105 Einwohner und 2001 in 24 Häusern 112 Einwohner.
Neuhof
In Neuhof standen im Jahr 1335 13 Häuser und 1791 16 Häuser. 1869 wohnten in 18 Häusern 125 Einwohner, 1951 in 19 Häusern 105 Einwohner, 1961 in 18 Häusern 88 Einwohner, 1971 in 18 Häusern 97 Einwohner, 1981 in 19 Häusern 87 Einwohner, 1991 in 21 Häusern 95 Einwohner und 2001 in 21 Häusern 101 Einwohner.

### Grenzen
Baumgarten grenzt an die Katastralgemeinden Naarn (Westen) und Ruprechtshofen (Süden und Südosten) der Marktgemeinde Naarn im Machlande, die Katastralgemeinde Langacker der Marktgemeinde Mitterkirchen im Machland (Osten) und an die Katastralgemeinden Perg und Pergkirchen der Stadtgemeinde Perg (Norden).

### Gewässer
Die Naarn durchquert die Katastralgemeinde im Nordosten aus der Katastralgemeinde Perg kommend auf einer Strecke von etwa 1,5 Kilometern und gelangt dann in die Katastralgemeinde Langacker. Zusätzlich bildet die Naarn auf einer Länge von etwa 800 Metern die gemeinsame Grenze mit der Katastralgemeinde Perg.
Der an die Naarn grenzende Teil des Gemeindegebietes war in der Vergangenheit immer wieder von Überschwemmungen betroffen. Die Gemeinde Naarn hat sich daher an den Kosten für die Naarnregulierung in den 1960er Jahren beteiligt.

### Höhenangaben
Innerhalb der Katastralgemeinde sind in der Grundkarte Höhenangaben für Loa (239 m ü. A.), Neuhof (241), In der Au (241) und In der Haid beim Naarnufer (240) vermerkt.

### Verkehr
Die Katastralgemeinde Baumgarten wird von der Landesstraße L 570 durchquert, die in Haid in Mauthausen von der Donau Straße (B 3) abzweigt, über Au, Naarn, Baumgarten, Schönau weiter nach Mitterkirchen im Machland führt und in Baumgartenberg wieder in die B 3 mündet. Im Übrigen wird das Gemeindegebiet durch Gemeindestraßen und landwirtschaftliche Güterwege erschlossen.

## Bürgermeister
Während des Bestehens der politischen Ortsgemeinde Baumgarten wirkten folgende Personen als Bürgermeister:
- Joseph Bräuer (28. Juli 1850 bis 1. Jänner 1858)
- Franz Baumgartner (1. Jänner 1858 bis 9. März 1861)
- Josef Lichtenberger (9. März 1961 bis 28. Juli 1864)
- Johann Lichtenberger (28. Juli 1864 bis 14. Oktober 1867)
- Ferdinand Baumgartner (14. Oktober 1867 bis 24. Juli 1870)
- Georg Neuhofer (24. Juli 1870 bis 13. Juli 1873)
- Johann Fröschl (13. Juli 1873 bis 5. August 1894)
- Anton Einsiedler (5. August 1894 bis 5. September 1897)
- Peter Einsiedler (5. September 1897 bis 26. Juni 1919)
- Josef Baumgartner (26. Juni 1919 bis 17. Oktober 1936)
- Franz Winklmayr (17. Oktober 1936 bis 31. Dezember 1937)

## Notgeld
Anfang der 1920er Jahre hat die Gemeinde Baumgarten bei Perg wie viele andere Notgeld ausgegeben. Die vom Linzer Kunstmaler Ludwig Haase entworfenen Geldscheine zeigen Motive aus dem Landleben (Hof, Tracht, Bauer beim Mähen mit alter Mähmaschine). Auf der Vorderseite des 50-Heller-Scheines ist der Birerbauer Hof mit 1000-jähriger Linde dargestellt.

## Freiwillige Feuerwehr
Die Gründung der Freiwilligen Feuerwehr Baumgarten und Ruprechtshofen erfolgte im ersten Quartal 1925. Die neu angeschaffte Feuerwehrspritze wurde am 13. April 1925 vor der Wallfahrtskirche Maria Laab gesegnet und im Feuerwehrhaus in Holzleiten untergebracht. 1938 erfolgte die Zusammenlegung mit der Freiwilligen Feuerwehr Naarn.
1946 erfolgte die Wiedererrichtung der Freiwilligen Feuerwehr Baumgarten und Ruprechtshofen, die 1957 in Freiwillige Feuerwehr Holzleiten im Machlande umbenannt wurde. Die Ausrüstung wurde sukzessive den Anforderungen angepasst. Bereits 1952 konnte der Neubau des Feuerwehrhauses vollendet werden. 1978 und 1993 erfolgten dessen Renovierungen.
Wettbewerbsgruppen der Freiwilligen Feuerwehr Holzleiten waren mehrfach bei Landes-, Bundes- und internationalen Feuerwehrbewerben erfolgreich.

## Denkmalschutz
Siehe auch: Liste der denkmalgeschützten Objekte in Naarn im Machlande
In der Katastralgemeinde Baumgarten befindet sich an der Landesstraße L 570 bei der Ortschaft Baumgarten an der Kreuzung Richtung Neuhof ein denkmalgeschützter Bildstock.